# Спасите расељене Србе
Спасите расељене Србе (енгл. Save Displaced Serbs) јесте хуманитарна, непрофитна, невладина, нестраначка организација, којој је главни циљ помоћ Србима жртвама распада Југославије и Југословенских ратова. Програм организације је био усресређен на помоћ српској дјеци из Републике Српске Крајине, Републике Српске, Републике Србије (укључујући покрајину Косово и Метохију), и Републике Црне Горе.

## Историјат
Ово добротворну организацију је 1993. године основао Вељко Миљуш, Србин поријеклом из Тушиловачког Церовца са Кордуна. Организацију води мањи број Срба базираних у Лос Анђелесу и Чикагу. Слоган удружења гласи „Помажемо српској дјеци од 1993.". Добротворно удружење у својој архиви садржи преко 10.000 индивидуалних картотека појединачних случајева српске дјеце којима је помогла. Од 1993. су сакупили 2.878.349 америчких долара помоћи за дјецу из Републике Српске и Републике Србије. Помоћ се прикупља у дијаспори.